# Jufujaf II
Jufujaf II (que significa "Keops lo crió") fue un antiguo alto funcionario egipcio durante el período del Imperio Antiguo. Probablemente nacido durante la Dinastía IV, Jufujaf murió durante el reinado del faraón Nyuserra de mediados de la Dinastía V. En la egiptología moderna, también se le llama Jufujaf B o Jufujaf el Joven para distinguirlo de su probable padre o abuelo Jufujaf I.

## Familia
Jufujaf llevaba el título de "hijo del rey", un título que, sin embargo, es puramente honorario y no representa una verdadera filiación. Más bien, es posible que fuera hijo del visir Jufujaf I, un hijo de Jufu que sirvió como tal durante el reinado de Kefrén. Sin embargo, los únicos hijos conocidos de Jufujaf I fueron Wetka e Iuenka. Reisner afirmó que Jufujaf II era nieto de Jufujaf I y, por lo tanto, hijo de la hija de Wetka, Iuenka o Jufujaf I. Es muy posible que Jufujaf II fuera nieto y no hijo de Jufujaf I. Sin embargo, esto sigue siendo una conjetura.
Se sabe que la esposa de Jufujaf II fue la princesa Jentkaus. Llevaba el título de hija del rey de su cuerpo, lo que indica con toda probabilidad que era hija de un faraón. Jentkaus y Jufujaf tuvieron dos hijos: Khaf-Khufu y Sety-Ptah.

## Tumba
Jufujaf II fue enterrado en mastaba G 7150 en Guiza. En la tumba se menciona a su familia: esposa e hijos. Las personas que también se mencionan son Pasherimut, hijo de Tadihor-[...]etef y Pedimutemiteru; un escriba.